# Beata Szydło
Beata Maria Szydło ([bɛˈata ˈmarja ˈʂɨdwɔ] ⓘ liên_kết=| Về âm thanh này; née Kusińska [kuˈɕiɲska]; sinh ngày 15 tháng 4 năm 1963) là một chính trị gia người Ba Lan đang giữ chức Phó Thủ tướng Ba Lan và Phó chủ tịch Đảng Pháp luật và Công lý.
Sau cuộc bầu cử quốc hội năm 2015, với tư cách thủ tướng, bà đã thành lập nội các, nhậm chức vào ngày 16 tháng 11 năm 2015. Trước khi được bổ nhiệm làm thủ tướng, bà đã lãnh đạo thành công chiến dịch tranh cử tổng thống của Andrzej Duda, ứng cử viên tổng thống năm 2015 của Đảng Luật pháp và Công lý. Vào ngày 7 tháng 12 năm 2017, bà từ chức thủ tướng, cùng với tất cả các thành viên trong nội các của mình.    Ngày hôm sau, đơn từ chức của bà đã được Tổng thống Duda chấp thuận, người đồng thời được chỉ định Mateusz Morawiecki là thủ tướng mới của Ba Lan.
Szydło là người phụ nữ thứ ba trở thành thủ tướng của Ba Lan, sau Hanna Suchocka và Ewa Kopacz, và là người phụ nữ đầu tiên kế vị một người phụ nữ khác (Kopacz) trong chức vụ Thủ tướng. Năm 2017, cô đứng thứ 31 trong bảng xếp hạng của tạp chí Forbes về 100 phụ nữ quyền lực nhất thế giới  và thứ 10 trong số các nhà lãnh đạo chính trị phụ nữ có ảnh hưởng nhất.

## Niên thiếu và giáo dục
Szydło sinh ra ở Oświęcim và lớn lên gần Brzeszcze, nơi cha cô là một người khai thác mỏ. Bà tốt nghiệp Đại học Jagiellonia ở Kraków năm 1989  nơi bà hoàn thành việc học tại Khoa Dân tộc học. Trong những năm 1989 - 1995, bà là nghiên cứu sinh tại Khoa Triết học và Lịch sử của trường đại học đó. Năm 1997, bà hoàn thành nghiên cứu sau đại học cho các nhà quản lý văn hóa tại Trường Kinh tế Warsaw, trong khi năm 2001 tại Đại học Kinh tế Kraków - quản lý chính quyền địa phương ở Liên minh Châu Âu.

## Sự nghiệp chính trị
Szydło được bầu làm Thị trưởng của Gmina Brzeszcze ở tuổi 35, giữ vị trí này trong bảy năm. Trong chiến dịch của mình, cùng với người dân địa phương, bà đã giúp cải tạo ngôi trường ở một thị trấn nhỏ Pcim, bị tốc mái trong một cơn bão. Năm 2004, bà tham gia Chương trình lãnh đạo khách quốc tế. Vào tháng 9 năm 2005, bà được bầu vào Sejm, hạ viện của Quốc hội Cộng hòa Ba Lan, nhận được 14.499 phiếu bầu tại quận 12 Chrzanów, với tư cách là ứng cử viên của Đảng Pháp luật và Công lý bảo thủ. Bà được bầu làm thành viên của Quốc hội 5, 6, 7 và 8 của Cộng hòa Ba Lan. Bà được bổ nhiệm làm phó chủ tịch của Đảng Luật pháp và Công lý vào ngày 24 tháng 7 năm 2010 và sau đó vào tháng 9 năm 2014, bà kế nhiệm Stanisław Kostrzewski với tư cách là thủ quỹ của Đảng Pháp luật và Công lý.
Sau lãnh đạo thành công của bà trong chiến dịch tổng thống Andrzej Duda của, tại đại hội Đảng Luật pháp và Công lý trên 20 tháng 6 năm 2015, Szydło được đề cử là ứng cử viên chức vụ Thủ tướng của Đảng Pháp luật và Công lý trong cuộc bầu cử quốc hội Ba Lan. Bà được nhiều người coi là ôn hòa hơn Chủ tịch Đảng này, Jarosław Kaczyński.
Tại cuộc bầu cử tháng 10 năm 2015, Pháp luật và Công lý đã giành chiến thắng quyết định, trở thành Đảng đầu tiên của Ba Lan giành được đa số hoàn toàn kể từ khi kết thúc Chủ nghĩa Cộng sản. Szydło đã tuyên thệ nhậm chức thủ tướng vào ngày 16 tháng 11 năm 2015.

### Thủ tướng Chính phủ (2015 – 2017)

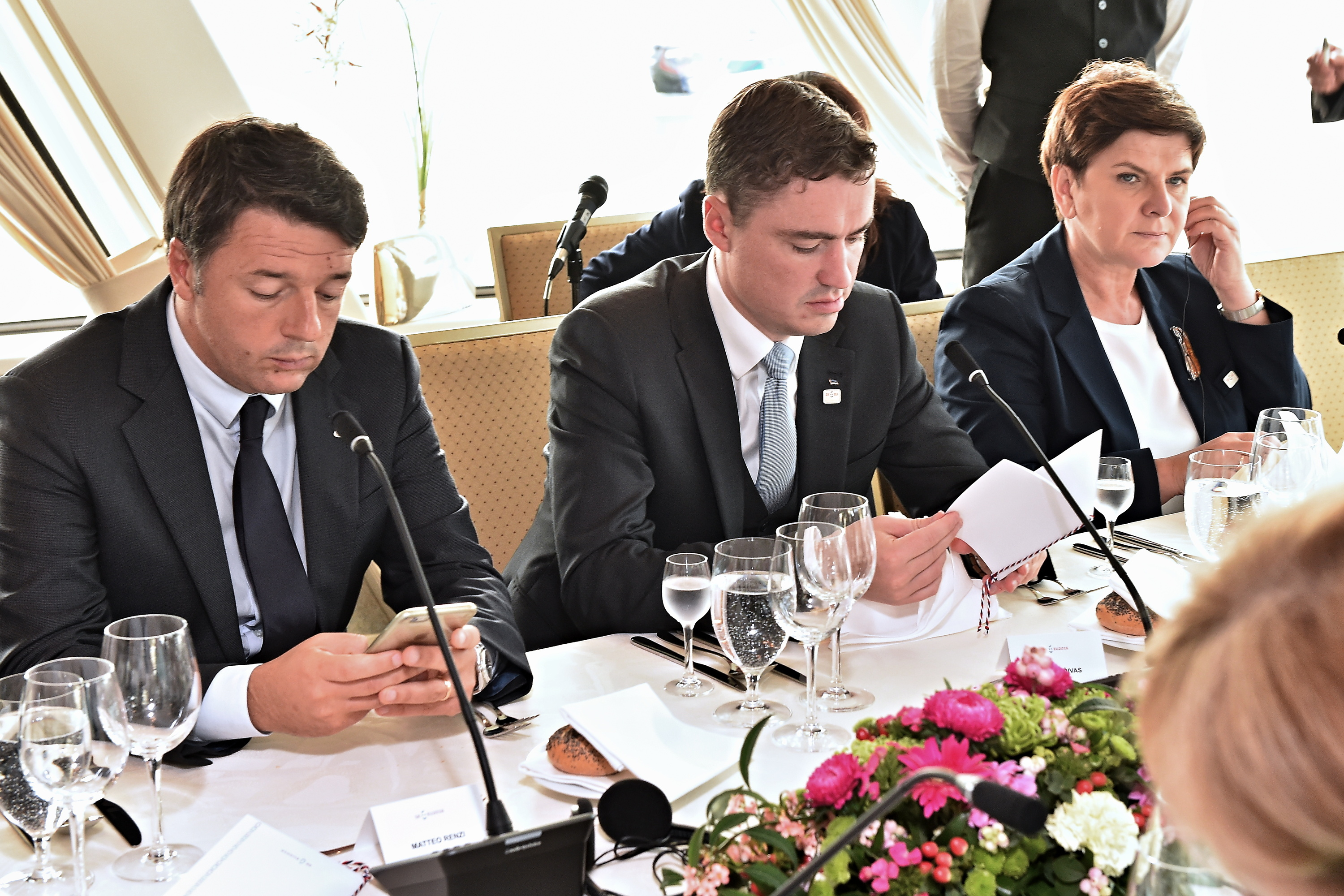
Beata Szydło với Thủ tướng Ý Matteo Renzi và Thủ tướng Estonia Taavi Rõivas trong Hội nghị thượng đỉnh Bratislava, 2016

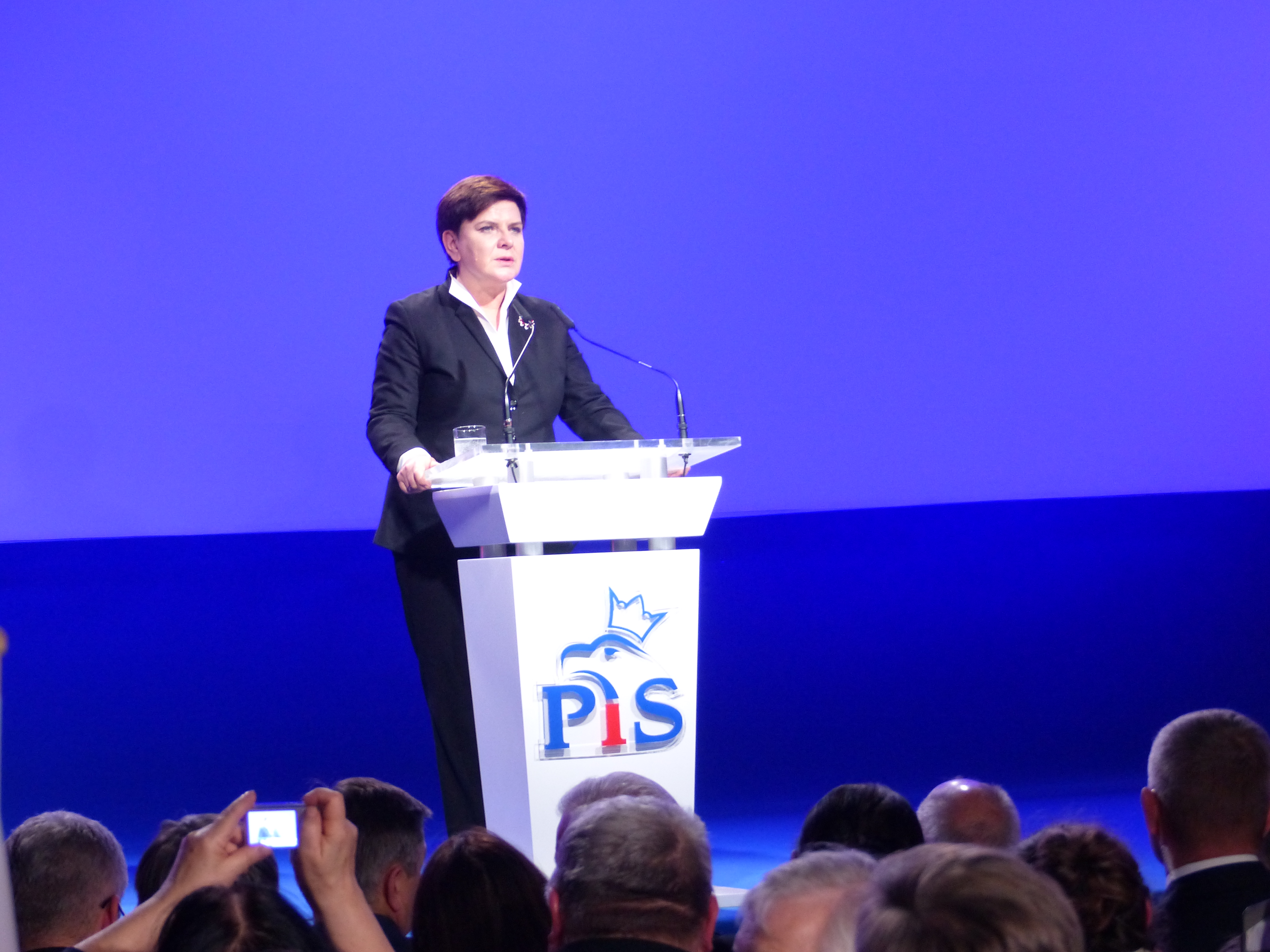
Beata Szydło phát biểu nhân ngày quốc khánh tại Kraków, 2016

Vào ngày 18 tháng 10 năm 2015, bà đã đưa ra địa chỉ chính (pl), tiếp tục nhận được 236 phiếu ủng hộ cho chính phủ của mình. Một trong những quyết định đầu tiên của cô là gỡ cờ Liên minh châu Âu khỏi các cuộc họp báo tại Phủ Thủ tướng của Thủ tướng và thay đồng hồ trong phòng họp của Hội đồng Bộ trưởng bằng Thánh giá. Trong các cuộc họp với cử tri, bà hứa sẽ giảm tuổi nghỉ hưu và tăng mức lương tối thiểu. Bà tuyên bố giới thiệu chương trình 500+ sẽ là ưu tiên hàng đầu của bà với tư cách Thủ tướng. Chương trình được giới thiệu vào ngày 1 tháng 4 năm 2016, cung cấp cho các gia đình 500PLN cho mọi trẻ em, bắt đầu từ đứa trẻ thứ hai. Nó được dự định để phục vụ như một kích thích nhân khẩu học, và tăng cường tăng trưởng dân số.
Một trong những tranh cãi lớn nhất trong chính quyền của bà, cuộc khủng hoảng Tòa án Hiến pháp Ba Lan năm 2015 đã bị Nghị viện Châu Âu chính thức chỉ trích, vào ngày 13 tháng 4 năm 2016, đã thông qua một nghị quyết tuyên bố rằng Nghị viện "lo ngại nghiêm trọng rằng sự tê liệt có hiệu lực của Tòa án Hiến pháp ở Ba Lan gây nguy hiểm cho dân chủ, nhân quyền và pháp quyền ".
Chính phủ Beata Szydło đã phản đối mạnh mẽ nỗ lực của Anh trong việc ngăn chặn người nhập cư EU đòi quyền lợi trong công việc trong bốn năm nếu họ chuyển đến Anh. Tăng cường hỗ trợ cho Brexit, Beata Szydło đã đề nghị hỗ trợ để đổi lấy một căn cứ thường trực của quân đội NATO trên lãnh thổ Ba Lan, vi phạm thỏa thuận năm 1997 với Nga.
Vào ngày 7 tháng 12 năm 2017, bà từ chức Thủ tướng cùng với tất cả các thành viên trong nội các của mình.    Ngày hôm sau, việc từ chức của bà đã được Tổng thống Andrzej Duda chấp thuận, đồng thời chỉ định Mateusz Morawiecki làm Thủ tướng mới.

## Sự cố an ninh
Vào ngày 21 tháng 11 năm 2016, chiếc xe của Szydlo đã tham gia vào một vụ tai nạn xe hơi ở Israel bao gồm một chiếc xe cảnh sát và xe cứu thương. Bà đã ở Israel để chính phủ đàm phán với chính phủ và gặp gỡ với Thủ tướng Benjamin Netanyahu. Chỉ vài tháng sau, vào ngày 10 tháng 2 năm 2017, Szydło và 2 quan chức an ninh đã bị thương trong một vụ tai nạn xe hơi ở quê nhà cô, Oświęcim. Chiếc xe limousine Audi của bà đã rẽ và đâm vào một cái cây để tránh một chiếc Fiat nhỏ mà tài xế sau đó bị buộc tội vi phạm an toàn giao thông không tự nguyện. Bà bị bầm tím và phải nhập viện ở Warsaw.

## Cuộc sống cá nhân
Szydło kết hôn với Edward Szydło. Cặp vợ chồng có hai con trai: Tymoteusz (sinh năm 1992), một linh mục Công giáo và Błażej (1994). Bà là một người Công giáo sùng đạo và tuyên bố tuân thủ các giá trị Kitô giáo bảo thủ.

## Hình ảnh các chuyến thăm cấp nhà nước

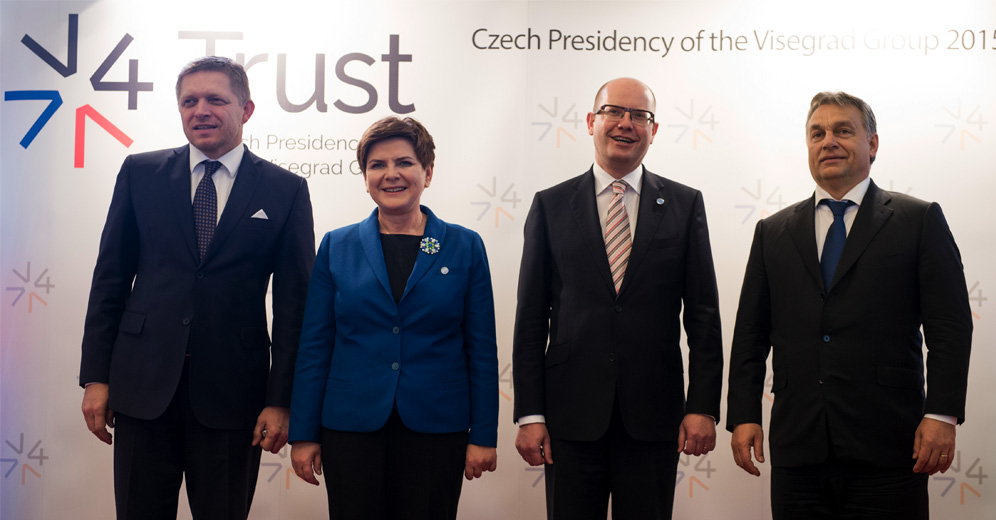
Lãnh đạo nhóm Visegrád: Robert Fico, Beata Szydło, Bohuslav Sobotka, Viktor Orbán (2015)
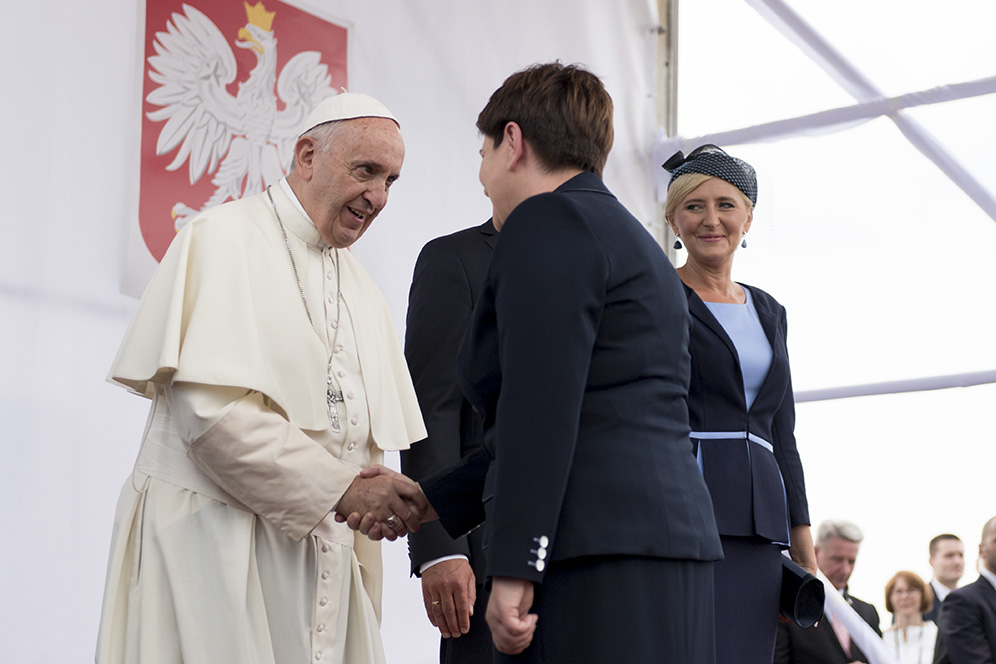
Thủ tướng Ba Lan Beata Szydło với Giáo hoàng Francis (2016)
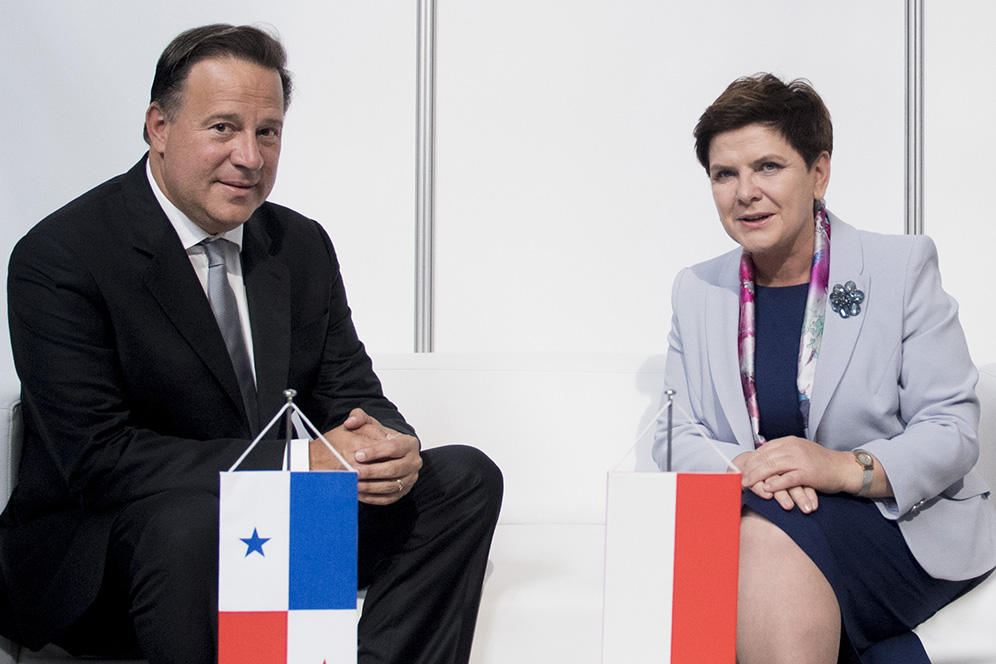
Thủ tướng Ba Lan Beata Szydło với Juan Carlos Varela (2016)
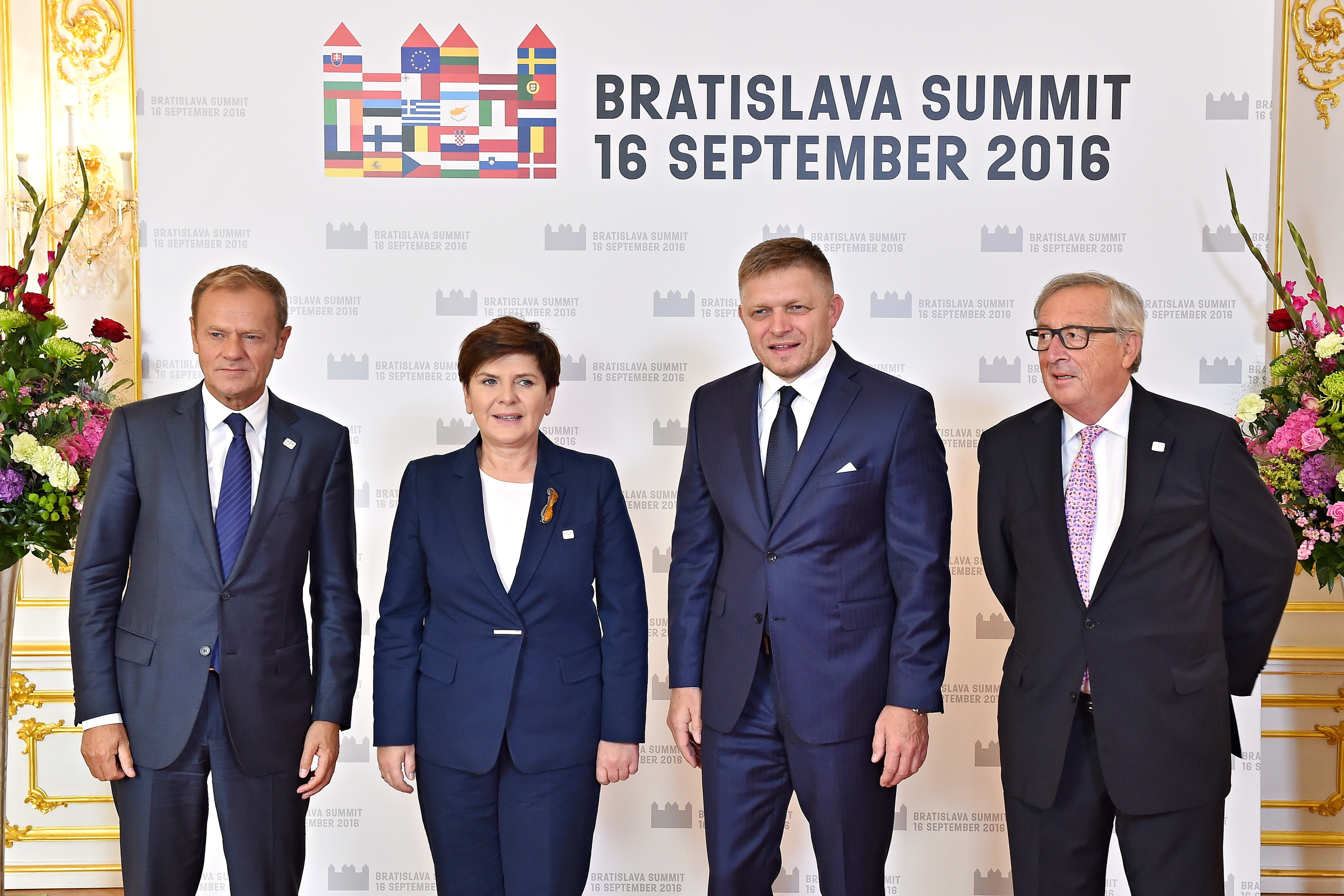
Thủ tướng Ba Lan Beata Szydło với Donald Tusk, Robert Fico, Jean-Claude Juncker (2016)
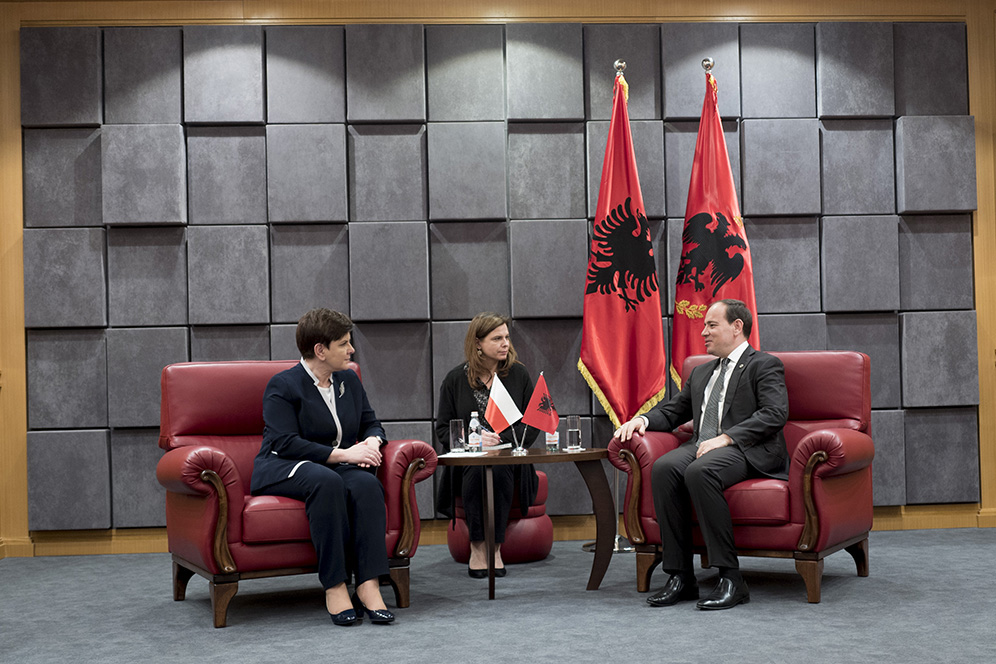
Thủ tướng Ba Lan Beata Szydło với Bujar Nishani (2016)
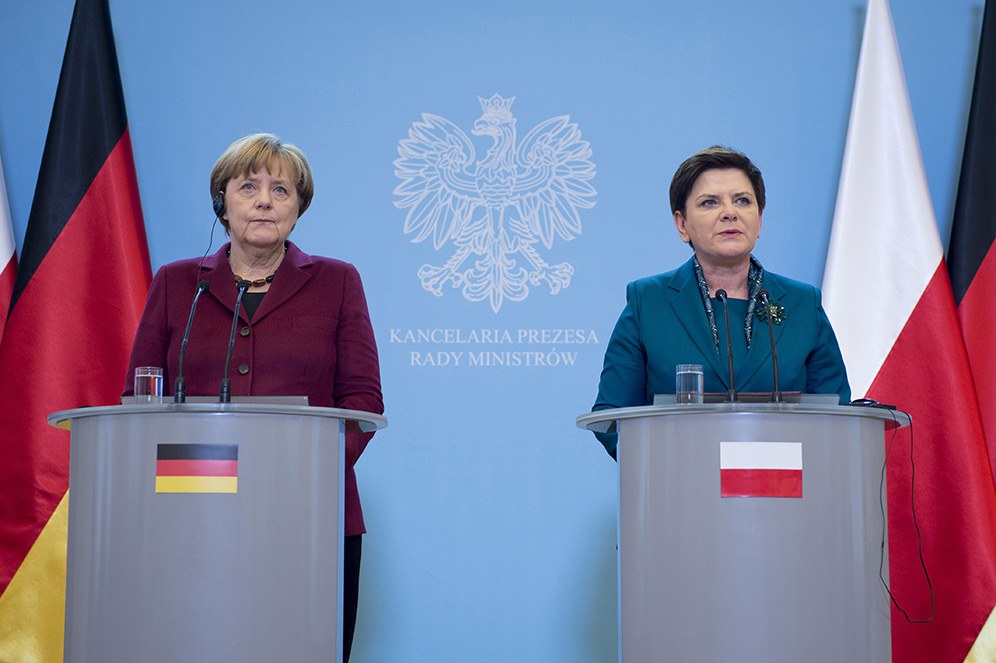
Thủ tướng Ba Lan Beata Szydło với Angela Merkel (2017)
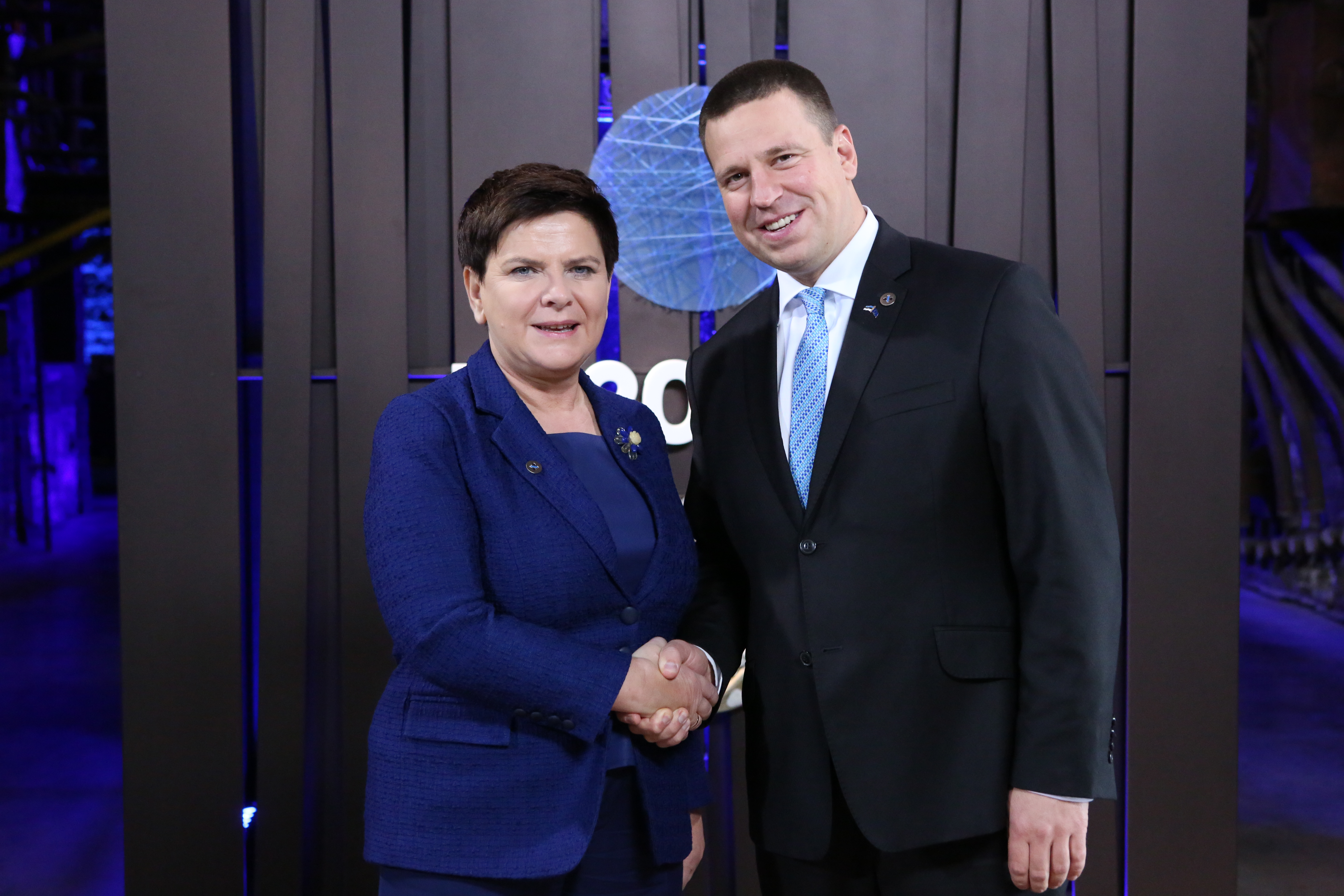
Thủ tướng Ba Lan Beata Szydło với Jüri Ratas (2017)
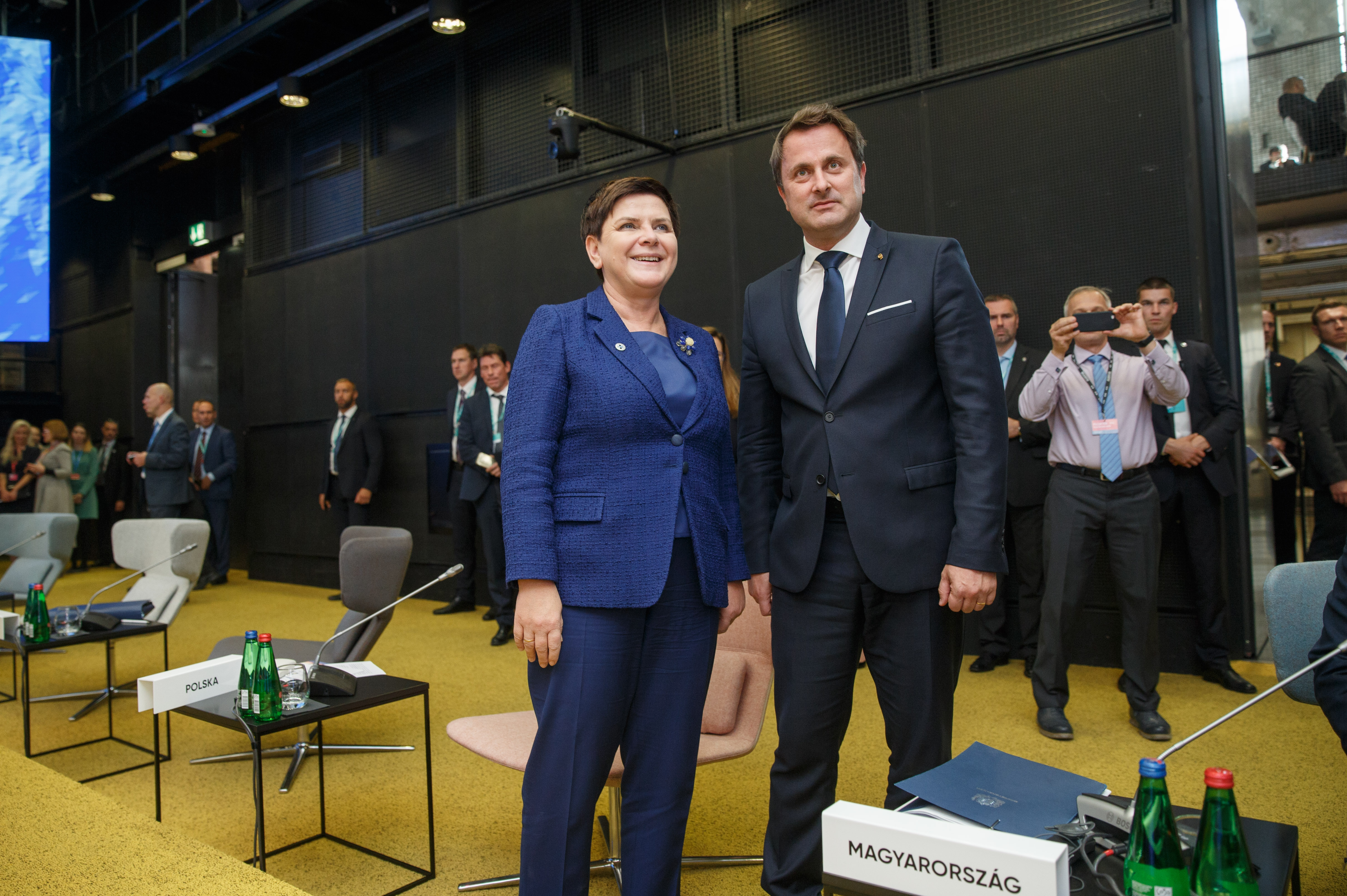
Thủ tướng Ba Lan Beata Szydło với Xavier Bettel (2017)